# Tavrijsk
Tavrijsk (ukrainsk: Таврійськ; russisk: Таврийск) er en by i Kakhovka rajon, Kherson oblast (provins) i Ukraine, tæt på byen Nova Kakhovka. Den ligger på den venstre bred af floden Dnepr. Tavriisk er vært for administrationen af Tavriisk urban hromada, en af hromadaerne i Ukraine. Byen har en befolkning på omkring 10.250 (2021).
Indtil den 18. juli 2020 hørte Tavrijsk under Nova Kakhovka Kommune. Kommunen som administrativ enhed blev afskaffet i juli 2020 som led i den administrative reform i Ukraine, som reducerede antallet af rajoner i Kherson Oblast til fem. Området i Nova Kakhovka Kommune blev slået sammen til Kakhovka rajon.
Byen opstod som en bebyggelse og en del af Nova Kakhovka ved Kakhovskereservoiret og ligger ved udmundingen af Nordkrimkanalen i reservoiret.
Som følge af Ruslands invasion af Ukraine i 2022 har byen været besat af Rusland siden 2022.